# LG V20
LG V20은 LG전자가 2016년 9월 29일 출시한 플래그십 패블릿 스마트폰이다. 광고는 세계적인 팝 가수 샘 스미스와 위켄드가 출연하여 전작 LG G5의 광고에 비해 호평을 받았다.

## 운영 체제 / 소프트웨어

### 안드로이드 7.0 누가
LG V20은 전 세계 최초로 안드로이드 7.0 누가가 기본 탑재되어 출시되었다. 세컨드 스크린에 맞게 UX가 커스터마이징 되었으며, 앱슬라이드와 인앱스 등 7.0의 신기능을 가장 먼저 사용할 수 있다.

### 안드로이드 8.0 오레오
LG V20의 오픈소스가 공개되었다.
2분기 안에는 업데이트를 해주기로 하였지만 6월 22일 업데이트가 7월으로 미뤄졌고, 결국 7월 24일 업데이트가 완료되었다.

### 안드로이드 9.0 파이
2019년 1월 17일 LG전자는 자사 공식애플리케이션인 퀵헬프를 통해 동년 3분기에 안드로이드 9.0 Pie 업데이트를 진행할 것이라고 발표하였다.
2019년 10월 31일 안드로이드 9.0 파이 업데이트가 되었다

## 특수 기능

### 오디오

#### Hi-Fi Quad DAC
DAC(Digital to Analog Converter)은 디지털 신호를 사람이 들을 수 있는 아날로그 신호로 변환해주는 장치이다. 이 중 쿼드 DAC는 디지털 신호의 잡음을 최대 50%까지 감소시켜서 원음에 가까운 소리를 낼 수 있게 해 준다. V20에는 세계 최초로 ESS 사의 Sabre 쿼드 DAC가 적용되었으며, 24비트는 물론, 32비트 음원까지 재생할 수 있다. 오디오 전문 회사인 B&O(뱅엔울롭슨)와 협업하여 B&O 플레이 튜닝이 적용되었다. 음악 앱의 Hi-Fi DAC 모드를 통해, 음량을 75단계까지 미세하게 설정할 수 있다.

#### 고음질 녹음
전 세계 스마트폰 최초로 High AOP 마이크가 적용되어 24bit/192kHz FLAC의 소리로 녹음을 하거나, 소음이 큰 환경에서도 최대 132 데시벨까지의 소리를 담아 영상을 촬영할 수 있는 기능이다.

### 카메라
LG V20는 LG V10의 카메라 기능을 계승했다.

#### 하이브리드 오토 포커스
빛의 양이 적은 곳에서 움직이는 물체를 촬영할 때, 각기 다른 촬영 환경에 따라 가장 적합한 방식으로 빠르게 초점을 잡는 기능이다.

#### 팝아웃 픽쳐
후면의 일반각 카메라와 광각 카메라를 동시에 활용하여 사진을 촬영하는 기능으로 액자 형식의 사진을 찍을 수 있다.

#### 전후면 광각 카메라
LG V20에는 전 세계 최초 전면 100도, 후면 120도의 광각 카메라가 탑재되었다. 기존의 화각보다 더 넓은 화각을 갖고 있어서, 더 넓은 사진을 찍을 수 있다. LG G5의 후면 듀얼 렌즈와 LG V10의 전면 광각 기능이 합쳐졌다. 다만, 전면은 듀얼 렌즈가 아니라 소프트웨어를 통해서 하나의 렌즈가 일반 화각과 광각 모두 지원한다.

#### 포커스 피킹
카메라 전문가 모드에서 MF(수동 포커스)를 실행하면, 초점을 맞추고 싶은 대상을 수동으로 조절할 수 있는 기능이다. 초점을 맞추고 있는 대상이 초록색으로 빛춰져서 확인할 수 있으며, 일부의 DSLR에서나 볼 수 있는 기능이라고 한다.

### 멀티테스킹

#### 세컨드 스크린
LG V20는 기존의 5.7인치 Quantum IPS 디스플레이 위에 2.1인치 크기의 보조 디스플레이인 세컨드 스크린(Second Screen)이 탑재되었다. (아이폰의 다이나믹 아일랜드처럼)하지만, 백라이트가 두개로 나누어져 있기 때문에 하나가 아닌 두 개의 디스플레이가 독립적으로 작동한다. 세컨드 스크린은 올웨이즈 온 디스플레이(Always On Display)가 적용되어 주 화면이 꺼져 있을 때에도 날짜, 시간, 알림, 배터리 용량등의 필요한 정보를 항상 볼 수 있으며, 그리고 원하는 글귀를 적을 수 있는 서명과 문구를 지원한다. 또한 빠르게 앱을 실행할 수 있는 앱 바로가기와 음악을 바로 조절할 수 있는 뮤직 플레이어, 빠른 연락처, 오늘의 일정 등을 바로 확인할 수 있는 멀티태스킹 기능을 지원한다. 삼성전자의 곡면 기술이 적용된 엣지 디스플레이와 기능적으로 비슷하다. 전작인 V10에 비해서 화면 밝기가 2배 이상 높아지고 글자 크기가 50% 이상 더 커졌다. 사용자가 설정한 시간동안 세컨드 스크린을 끌 수 있는 예약 꺼짐 기능이 새롭게 추가되었다.

### 기타
LG V20은 전후면에 항공기나 요트에서 쓰이는 강한 내구성을 가진 AL6013 알루미늄과 실리콘-폴리카보네이트 소재를 적용했다. 기존의 폴리카보네이트 대비 20% 더 튼튼하다. 적용된 소재 덕분에 전작에 이어 미군에서 진행하는 내구성 테스트인 MIL-STD 810G 통과 인증을 받았다. MIL-STD 810G 테스트는 고온, 저온, 습도, 방수, 충격, 방탄, 소금 안개, 먼지 등 30가지 항목으로 검사해 군용으로 사용해도 적합한지 결정하는 테스트이다. 풀메탈 디자인을 적용했는데도 불구하고3200mAh 탈착식 배터리를 지원한다. 배터리 교체는 우측 하단의 버튼을 누르면 자동으로 배터리 커버가 벗겨져 교체할 수 있다. 그리고 퀵차지 2.0(Quick Charge) 기술을 적용한 고속 충전도 지원한다. 보안 기능으로는 지문인식, 패턴, 비밀번호, 노크온을 지원한다.

## 액세서리

### 퀵커버 케이스
전작 V10의 것과 비슷하게 세컨드 스크린 부분이 뚫려 있는 정품 케이스이다. SK텔레콤에서는 출시 당시 5,000원에 팔기도 했다.

### B&O 공동 개발 이어폰
음향 업체 B&O와 협업해서 만든 이어폰으로 LG전자에서 자체 개발한 메탈 진동판 소재를 적용한 이어폰을 B&O에서 튜닝한 것이다. V20의 기본 구성품 안에 포함되어 있지만 실 구매가는 거의 20만원에 달해 화제가 되기도 하였다.

### 배터리 팩
G5의 배터리 팩과 다르게 C타입 출력 단자밖에없어 다른 기기 충전은불가능하다. 출시 초기 5천원에 제공하던 V20 패키지에 포함되었다.

### 톤플러스 (HBS-900)
LG V20의 출시 초기, 사운드 패키지에 들어 있던 물품 중 하나이다. 톤플러스 중에서 가장 최신 제품도 아니고 구성품 안에 B&O 공동 개발 이어폰이 있음에도 불구하고 초기 이벤트에 5천원에 제공해서 약간의 논란이 일기도 하였다.

### 블루투스 스피커 (PH1)
LG V20의 출시 초기에 5천원에 제공하던 사운드 패키지에 포함되는 블루투스 스피커이다.

## 실적
출시 초반에는 삼성 갤럭시 노트 7의 단종으로 꽤 많은 수혜를 받을 것으로 예상되었지만 LG G5에서의 이미지 실추로 인해 국내에서는 그다지 좋은 판매량을 얻지는 못했다. 하지만 북미 시장에서는 출시 열흘만에 20만대 판매를 돌파하며 전작 V10의 판매 기록을 깨며 꽤 좋은 실적을 보여줬다.

## 색상
- 실버
- 티탄
- 핑크

## 같이 보기
- LG V40 ThinQ
- LG V30
- LG V10
- LG G5
- LG V

## 경쟁 기종
- 삼성 갤럭시 노트 7
- 삼성 갤럭시 S7 엣지
- 아이폰 7 플러스
- 소니 엑스페리아 XZ